# Magatzem al carrer Sant Pelegrí, 59 (Tàrrega)
El Magatzem al Carrer Sant Pelegrí, 59 és un edifici noucentista de Tàrrega (Urgell) que forma part de l'Inventari del Patrimoni Arquitectònic de Catalunya.
És un exemplar representatiu d'una sèrie de magatzems en aquest sector construïts aproximadament a la mateixa època i que dins de la seva senzillesa busquen una harmonia entre les diferents obertures i un coronament que sovint s'escapa de l'escalonat convencional. Està construït amb carreus la part baixa i arrebossat l'altra. L'edifici és del 1928. Actualment només es conserva part baixa de la façana. La resta de l'edifici, ha estat molt modificat, afegint-hi tres pisos a l'immoble i eliminant el coronament de la façana.